# Braziliaanse voetbalbond
De Confederação Brasileira de Futebol (afkorting: CBF) is de Braziliaanse voetbalbond en werd opgericht op 8 juni 1914. De bond organiseert het Braziliaans voetbalelftal en het professionele voetbal in Brazilië (onder andere het Campeonato Brasileiro). De president is Ricardo Teixeira, het hoofdkantoor is gezeteld in Barra da Tijuca, Rio de Janeiro. De CBF is aangesloten bij de FIFA sinds 1923. Onder de CBF zijn er regionale voetbalfederaties die staatskampioenschappen organiseren.
De bond hanteert de CBF-ranking voor clubs, een ingenieus puntensysteem dat bepaalt hoeveel clubs bepaalde regionale federaties naar verschillende competities mogen sturen. 